# Siergiej Romanowski
Siergiej Kalistratowicz Romanowski (ros. Серге́й Калистра́тович Романо́вский, ur. 21 października 1923 we wsi Nowosielcy w obwodzie smoleńskim, zm. 17 kwietnia 2003) – radziecki polityk i dyplomata.

## Życiorys
Od 1940 studiował w Kazańskim Uniwersytecie Państwowym, jednak w czerwcu 1941 musiał przerwać studia z powodu wcielenia go do Armii Czerwonej po ataku Niemiec na ZSRR. Był młodszym dowódcą samodzielnego batalionu łączności 387 Dywizji Piechoty Frontu Briańskiego, 1942 sekretarz odpowiedzialny Biura Komsomołu 1273 pułku piechoty na Froncie Zachodnim, słuchacz kursów doskonalenia kadry dowódczej w Podolsku, 1943 adiutant dowódcy dywizji, szef sztabu batalionu i dowódca batalionu 277 Dywizji Piechoty Frontu Zachodniego, następnie 2 Frontu Białoruskiego, ranny i odesłany na leczenie.
W 1944 oficer rezerwy Południowouralskiego Okręgu Wojskowego w Orenburgu, później starszy wykładowca katedry wojskowości Ufijskiego Instytutu Lotniczego, 1944–1948 studiował w Moskiewskim Państwowym Instytucie Stosunków Międzynarodowych, jednocześnie od 1947 zastępca przewodniczącego Komitetu Antyfaszystowskiego Młodzieży Sowieckiej. Od 1943 członek WKP(b), od 1948 zastępca kierownika działu międzynarodowego i redaktor gazety Komsomolskaja prawda ds. działu zagranicznego, członek jej kolegium redakcyjnego, od 1950 ponownie zastępca przewodniczącego Antyfaszystowskiego Komitetu Młodzieży Sowieckiej.
Od lipca 1953 stały przedstawiciel młodzieży sowieckiej w Światowej Federacji Młodzieży Demokratycznej w Budapeszcie, od maja 1954 przewodniczący Antyfaszystowskiego Komitetu Młodzieży Sowieckiej, od listopada 1957 do sierpnia 1959 sekretarz KC Komsomołu, od sierpnia 1959 wiceminister kultury ZSRR. Od lutego 1960 zastępca przewodniczącego, a od kwietnia 1962 przewodniczący Państwowego Komitetu ZSRR ds. Kontaktów Kulturalnych z Zagranicą (od października 1965: Komitetu ds. Kontaktów Kulturalnych z Zagranicą przy Radzie Ministrów ZSRR), przewodniczący Komisji ZSRR ds. UNESCO, członek Kolegium Ministerstwa Spraw Zagranicznych ZSRR. Od 18 stycznia 1968 do 2 kwietnia 1975 ambasador ZSRR w Norwegii, od 30 kwietnia 1975 do 30 października 1984 ambasador ZSRR w Belgii, następnie I zastępca przewodniczącego Wszechzwiązkowej Agencji ds. Praw Autorskich, od 22 kwietnia 1986 do 25 grudnia 1991 ambasador ZSRR w Hiszpanii. Deputowany do Rady Najwyższej ZSRR 7 kadencji. Od stycznia 1992 rektor Akademii Dyplomatycznej MSZ Rosji.

## Odznaczenia
- Order Wojny Ojczyźnianej I klasy
- Order Przyjaźni Narodów
- Order Czerwonej Gwiazdy
- Order „Znak Honoru”